# Cyclocephala sororia
Cyclocephala sororia är en skalbaggsart som beskrevs av Bates 1888. Cyclocephala sororia ingår i släktet Cyclocephala och familjen Dynastidae. Inga underarter finns listade i Catalogue of Life.